# 異塵餘生 (電視劇)
《異塵餘生》（英語：Fallout）是一部美國後末日劇情影集，改編自黑島工作室的同名電子遊戲系列，由麗莎·喬伊和強納森·諾蘭創作和編劇，華頓·哥金斯和艾拉·彭内爾主演，2024年4月10日在線上串流媒體平台Amazon Prime Video首播。

## 劇情简介
該作以一個艺术、科技和文化风格为1950年代的復古未來主義的架空世界为背景。在2077年即美國和中國之間的災難性核戰摧毀了人類文明的219年后，2296年，33号避难所的女性居民露西首次踏入满目疮痍的洛杉矶地表以寻找被掠夺者掳走的父亲。此时一件稀有科技的出现成为多方势力觊觎的对象，露西意外陷入这场冲突之中并结识了钢铁兄弟会的骑士扈从马克西姆斯，以及战前为著名影星但现已变成屍鬼的赏金猎人。多位角色不为人知的过去与一场无形的巨大阴谋均随着事件发展逐渐浮出水面。

## 演員
- 艾拉·彭内爾飾演露西·麥克林（Lucy MacLean）
- 亞倫·摩騰（英语：Aaron Moten）飾演麥辛姆斯（Maximus）
- 凱爾·麥克拉蘭飾演漢克·麥克林（Hank MacLean）
- 莫伊塞斯·阿里亞斯（英语：Moisés Arias）飾演諾姆·麥克林（Norm MacLean）
- 錫利亞·曼德斯-瓊斯（Xelia Mendes-Jones）飾演丹（Dane）
- 華頓·哥金斯飾演屍鬼（英语：Ghoul (Fallout)）／庫柏·霍華（The Ghoul / Cooper Howard）

## 製作
2020年7月，亞馬遜工作室宣佈會將暢銷電子遊戲異塵餘生系列改編成電視劇，由麗莎·喬伊和強納森·諾蘭創作和編劇。2021年8月，喬伊在訪問中表示該作會是「前所未見的奇趣、瘋狂、有趣、冒險和精神強暴。」
2022年，該作開始前期製作，並公佈諾蘭將會執導試播集，而吉妮瓦·羅伯森-多瑞和格雷厄姆·瓦格納（Graham Wagner）將出任節目統籌。2022年2月，華頓·哥金斯宣佈將會出演主要角色，《Deadline Hollywood》估計將會是一隻屍鬼。同年3月，艾拉·彭内爾宣佈參演。同年6月，凱爾·麥克拉蘭、錫利亞·曼德斯-瓊斯（Xelia Mendes-Jones）和亞倫·克利夫頓·摩騰（Aaron Moten）宣佈出演常設角色。該作在2022年7月5日開始拍攝，拍攝地點包括新澤西州、紐約州和猶他州。該作將會於2024年上半年首播。

## 外部連結
- 互联网电影数据库（IMDb）上《異塵餘生》的资料（英文）